# Nodosarella
Nodosarella es un género de foraminífero bentónico de la subfamilia Ellipsoidininae, de la familia Ellipsoidinidae, de la superfamilia Pleurostomelloidea, del suborden Buliminina y del orden Buliminida. Su especie tipo es Lingulina tuberosa. Su rango cronoestratigráfico abarca el Maastrichtiense (Cretácico superior).

## Discusión
Clasificaciones previas incluían Nodosarella en la subfamilia Pleurostomellinae de la familia Pleurostomellidae, y en el suborden Rotaliina del orden Rotaliida.

## Clasificación
Se han descrito numerosas especies de Nodosarella. Entre las especies más interesantes o más conocidas destacan:
- Nodosarella balearica †
- Nodosarella frequens †
- Nodosarella gracillima †
- Nodosarella inaequalis †
- Nodosarella longa †
- Nodosarella lorifera †
- Nodosarella monmouthensis †
- Nodosarella rohri †
- Nodosarella rotundata †
- Nodosarella subnodosa †
- Nodosarella suturicostata †
- Nodosarella tuberosa †

Un listado completo de las especies descritas en el género Nodosarella puede verse en el siguiente anexo.